# EXOSC1
EXOSC1 (англ. Exosome component 1) – білок, який кодується однойменним геном, розташованим у людей на короткому плечі 10-ї хромосоми. Довжина поліпептидного ланцюга білка становить 195 амінокислот, а молекулярна маса — 21 452.
| 10         |  | 20         |  | 30         |  | 40         |  | 50         |
| ---------- |  | ---------- |  | ---------- |  | ---------- |  | ---------- |
| MAPPVRYCIP |  | GERLCNLEEG |  | SPGSGTYTRH |  | GYIFSSLAGC |  | LMKSSENGAL |
| PVVSVVRETE |  | SQLLPDVGAI |  | VTCKVSSINS |  | RFAKVHILYV |  | GSMPLKNSFR |
| GTIRKEDVRA |  | TEKDKVEIYK |  | SFRPGDIVLA |  | KVISLGDAQS |  | NYLLTTAENE |
| LGVVVAHSES |  | GIQMVPISWC |  | EMQCPKTHTK |  | EFRKVARVQP |  | EFLQT      |

A: Аланін

C: Цистеїн

D: Аспарагінова кислота

E: Глутамінова кислота

F: Фенілаланін

G: Гліцин

H: Гістидин

I: Ізолейцин

K: Лізин

L: Лейцин

M: Метіонін

N: Аспарагін

P: Пролін

Q: Глутамін

R: Аргінін

S: Серин

T: Треонін

V: Валін

W: Триптофан

Кодований геном білок за функцією належить до фосфопротеїнів. 
Задіяний у такому біологічному процесі, як процесінг рРНК. 
Білок має сайт для зв'язування з РНК. 
Локалізований у цитоплазмі, ядрі, екзосомі.